# Pelagia Scheffczyk
Pelagia Scheffczyk, także Pelagia Szewczyk (ur. 8 marca 1915 w Bottrop, zm. 5 października 1943 w Berlinie) – polska fakturzystka, kurierka polskiego wywiadu Związku Walki Zbrojnej w czasie II wojny światowej.

## Życiorys

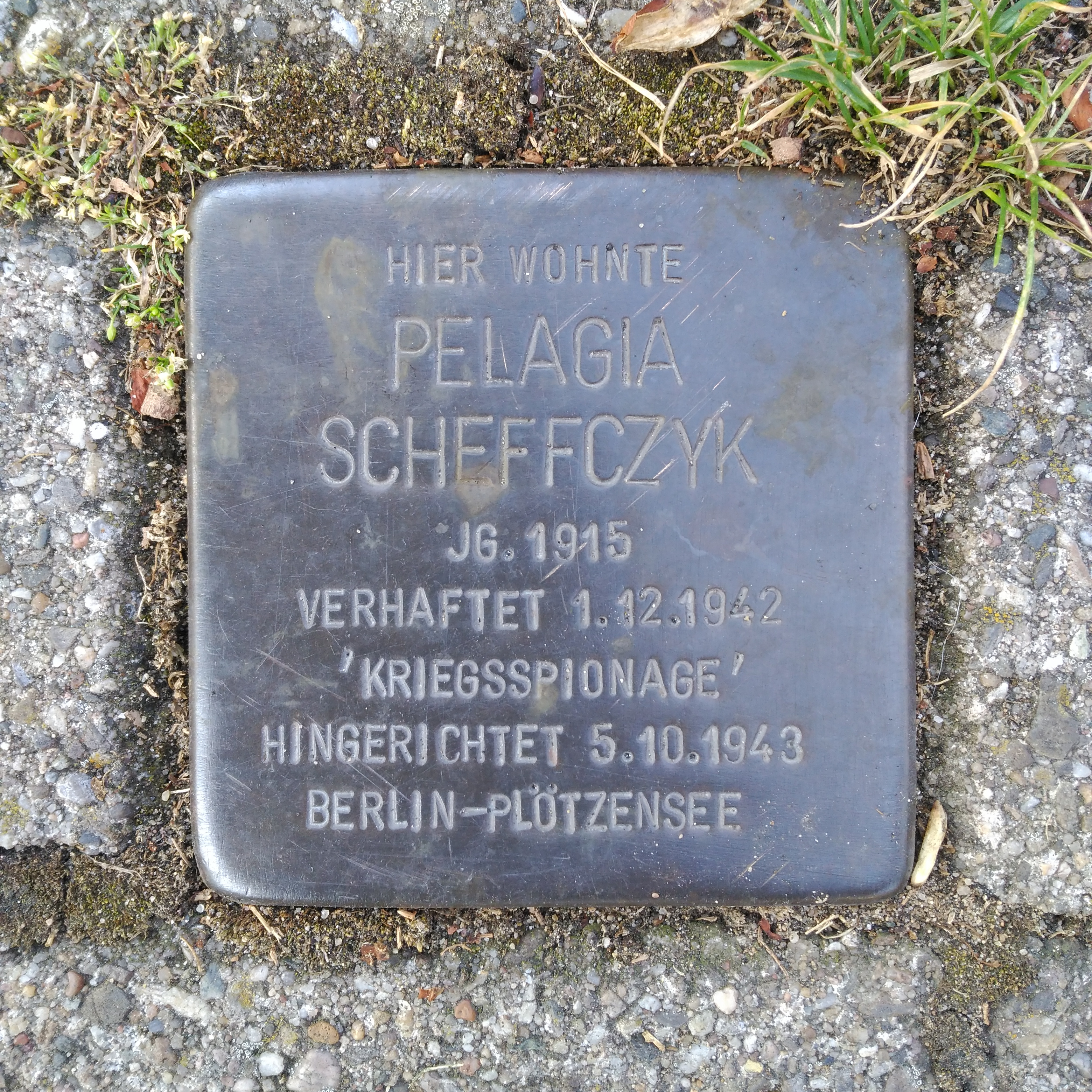
Tabliczka upamiętniająca Pelagię Szeffczyk w Bottrop (2018)

Urodziła się 8 marca 1915 roku w Bottrop w rodzinie górnika Roberta Scheffczyka i Emilii. W 1919 roku przeprowadziła się wraz z rodziną do Oberhausen, a po śmierci ojca, wraz z matką i rodzeństwem w 1921 roku zamieszkała w Katowicach, gdzie uczęszczała do szkoły powszechnej i szkoły handlowej.
Od marca 1936 roku pracowała w związku zawodowym robotników w Katowicach, natomiast po przekwalifikowaniu od lipca 1940 roku pracowała jako fakturzystka w firmie produkującej i sprzedającej artykuły biurowe. Tam też współpracowała z Zygmuntem Witczakiem, członkiem polskiego wydziału wywiadowczego o kryptonimie „Stragan”, oddziału Związku Walki Zbrojnej, który zbierał informacje ze strefy działań wojennych Wehrmachtu i przekazywał rządowi polskiemu na uchodźstwie pod przewodnictwem gen. Władysława Sikorskiego. Zgodziła się zostać kurierką.
1 grudnia 1942 roku została aresztowana w Katowicach wraz z Martą Koszówną i oskarżona o szpiegostwo wojenne. W uzasadnieniu do wyroku wskazano m.in., że do listopada 1942 roku odbyła sześć kursów kurierskich, w trakcie których otrzymywała ważne wiadomości wojenne od agentów „Straganu”, które po zakończeniu każdego kursu przekazywała swojemu klientowi w Katowicach, a także kilkakrotnie w imieniu Zygmunta Witczaka dostarczała pieniądze lokalnym agentom „Straganu”. Skazano ją na karę śmierci 20 sierpnia 1943 roku. Wyrok wykonano 5 października w berlińskim więzieniu Plötzensee (bądź dzień później).